# 49ers de San Francisco
Pour les articles homonymes, voir 49ers.
Stade
Maillots
Super Bowl XVI - XIX - XXIII - XXIV - XXIX
Les 49ers de San Francisco (San Francisco 49ers en anglais) sont une franchise de football américain affiliée à la National Football League (NFL). Elle est basée depuis 1988 à Santa Clara, au sud de la région de la baie de San Francisco et évolue dans la Division Ouest de la National Football Conference. Les « Niners » jouent leurs matchs à domicile au Levi's Stadium.
La franchise californienne a été fondée en 1946 et participe alors à la All-America Football Conference (AAFC) avant de rejoindre la NFL en 1949 lors de la fusion des deux ligues professionnelles. Elle tire son nom des forty-niners venus chercher de l'or en 1849 en Californie. Avant de rejoindre le Levi's Stadium en 2014, les Californiens ont joué au Kezar Stadium (1946-1970) et au Candlestick Park (1971-2014).
Les 49ers de San Francisco ont remporté cinq Super Bowls (XVI, XIX, XXIII, XXIV, XXIX) entre 1981 et 1994, ce qui en fait avec leurs rivaux les Cowboys de Dallas, la troisième équipe au palmarès du Super Bowl (derrière les 6 remportés par les Steelers de Pittsburgh et les Patriots de la Nouvelle-Angleterre). Quatre ont été remportés dans les années 1980, avec des joueurs membres du Pro Football Hall of Fame tels que Joe Montana, Jerry Rice, Ronnie Lott, Steve Young, Charles Haley, Fred Dean et les entraineurs Bill Walsh et George Seifert. Outre ces 5 titres, l’équipe a également disputé deux autres Super Bowls (XLVII et LIV) et conquis 22 titres de division.
Les « Niners » possèdent un certain nombre de records de la NFL, tels que le plus grand nombre d’apparitions en finale de conférence (18), le plus grand nombre de matchs consécutifs remportés à l'extérieur (18), le plus grand nombre de matchs consécutifs en marquant au moins un point (370) ou encore le plus grand nombre de passes réussies en une saison (432).

## Historique

### Les premières années (1946-1976)
La franchise est fondée en 1946 par Tony Morabito dans le cadre de l'All-America Conference, ligue de football rivale de la NFL. Le nom de l'équipe, qui est la toute première équipe sportive professionnelle de la Côte Pacifique, rappelle la ruée vers l'or de 1849 en Californie qui provoquera l'essor de San Francisco et de la Californie. La couleur « or » du casque souligne aussi ce souvenir. En 1950, la AAFC est dissoute et les 49ers sont invités à joindre la NFL en compagnie des Browns de Cleveland et des Colts de Baltimore.
Les années 1950 et 1960 sont marquées par des vedettes telles que Y. A. Tittle, Joe Perry, John Henry Johnson, Hugh McElhenny et le magique John Brodie.
En 1971, les 49ers élisent domicile au Candlestick Park.

### Les débuts du trio Debartolo - Walsh - Montana (1977-1980)
En 1977, Ed Debartolo Jr. achète la franchise et y amène un vent nouveau en embauchant Bill Walsh comme entraîneur principal. Ce dernier va rapidement développer la « West Coast Offense » se reposant sur les épaules d'un jeune quarterback très prometteur, Joe Montana.
Ce système d'attaque complexe et innovant est fondamentalement basé sur les principes suivants :
- utilisation des passes courtes sur la plupart des jeux notamment les 1res tentatives ;
- variation des schémas ;
- alternance systématique entre les 5 receveurs éligibles pour maintenir un effet de surprise permanent.

L'objectif est d'étirer la défense pour permettre de la « disséquer » en jouant ensuite à la course au centre du terrain puis en tentant des passes plus longues en profondeur. Ce style de jeu nécessite une parfaite exécution des schémas tactiques et un passeur capable de prendre très rapidement la bonne décision. Joe Montana en sera longtemps le dépositaire grâce à son sang-froid lui permettant de délivrer des passes très précises.

### L'âge d'or des 49ers (1981-1998)
De 1981 à 1997, l'équipe remporte treize titres de division ainsi que son premier titre national en gagnant le Super Bowl XVI disputé au terme de la saison 1981 contre les Bengals de Cincinnati. De 1983 à 1998, les 49ers deviennent la première équipe de la NFL à remporter au moins 10 matchs lors de 16 saisons consécutives. En 1984, la franchise conquiert le Super Bowl XIX joué contre les Dolphins de Miami et leur QB Dan Marino.
Avec la complicité de jeunes joueurs tels que les coureurs Roger Craig et Tom Rathman, les receveurs Jerry Rice, Brent Jones et John Taylor, les défenseurs Charles Haley et Ronnie Lott, le quarterback Joe Montana parvient à remporter deux nouveaux Super Bowls en battant respectivement Cincinnati et Denver lors des Super Bowl XXIII et XXIV au terme des saisons 1988 et 1989.
En 1990, les 49ers espèrent être les premiers à réaliser le « Three-Peat » soit remporter trois fois de suite le Super Bowl. Malheureusement, ils sont stoppés en finale de conférence par les Giants de New York après que Montana ait été blessé à la suite d'un plaquage.
Fragilisé par les blessures, Montana est remplacé par Steve Young dès la saison 1991. Il permet aux 49ers de remporter leur cinquième Super Bowl au terme de la saison 1994. Young s'affirme alors comme un excellent quarterback possédant un style plus physique que Montana tout en ayant la capacité rare à l'époque de courir avec le ballon. Grâce à lui, les 49ers se qualifient pour les séries éliminatoires lors de sept saisons consécutives.

### Un long passage à vide (1999-2010)
Après la retraite de Young en 1999, la franchise connaît un passage à vide. Malgré le recrutement du prometteur Alex Smith sélectionné lors du premier tour de la draft 2005, l'équipe connaît une série de saisons avec des bilans négatifs ne parvenant plus à se qualifier pour les séries éliminatoires entre 2003 et 2010.

### Le retour au premier plan avec Jim Harbaugh (2011-2014)
Dès la saison 2011 et le recrutement de Jim Harbaugh comme entraîneur principal, la franchise va se redresser. Elle signe une saison 2011 impressionnante n'échouant que de peu en finale de conférence contre les Giants de New York, futurs champions nationaux.
Les Niners confirment lors de la saison 2012, affichant un bilan de 11-4-1 en saison régulière, remportant le titre de division NFC Ouest pour la deuxième fois consécutive et se classant seconds de la conférence NFC. L'équipe est cependant sujette en cours de saison à une polémique concernant le titulaire au poste de quarterback : Alex Smith, auteur d'un très bon début de saison avec un rating supérieur à 104, est remplacé par le jeune Colin Kaepernick à la suite d'une commotion subie lors de la 10e journée. Néanmoins, après le rétablissement d'Alex Smith, Jim Harbaugh conserve à la surprise générale Kaepernick au poste de titulaire et ce jusqu'à la fin de la saison. Se qualifiant à nouveau pour les sériées éliminatoires, les 49ers remportent la finale de conférence NFC en battant les Falcons d'Atlanta sur le score de 28 à 24. Après 18 années sans participation à un Super Bowl, ils affrontent les Ravens de Baltimore dirigés par l'entraîneur principal John Harbaugh lors du Super Bowl XLVII. Le match est surnommé par les médias le « HarBowl », Jim et John Harbaugh dirigeant les deux équipes finalistes. Après un mauvais départ et un retard de 6 à 28 en début du 3e quart temps, les Niners parviennent à remonter leur déficit mais finissent par s'incliner, pour la première fois à ce niveau, sur le score de 31 à 34.
Malgré cette défaite, les Niners font figure de favoris pour la saison 2013. Bien que terminant avec un bilan meilleur que la saison précédente (12-4), ce sont les Seahawks de Seattle qui avec un bilan de 13-3 remportent le titre de la division NFC Ouest. En séries éliminatoires, ils remportent le match de Wild card joué contre les Packers de Green Bay avant de battre les Panthers de la Caroline lors du tour suivant. Les 49ers se qualifient ainsi pour la quinzième finale de conférence de leur histoire, la troisième consécutive. Ils y retrouvent leurs rivaux et vainqueurs de division, les Seahawks, ils sont battus en fin de match sur le score de 17 à 23 et ne peuvent disputer le Super Bowl XLVIII. Les Niners ont disputé leurs derniers matchs au Candlestick Park puisqu'ils emménagent au Levi's Stadium où ils jouent dès la saison 2014.
Après 4 saisons en tant qu'entraîneur principal des 49ers, Jim Harbaugh et la franchise de San Francisco se séparent d'un accord mutuel.

### La difficile succession de Jim Harbaugh (2015-2017)

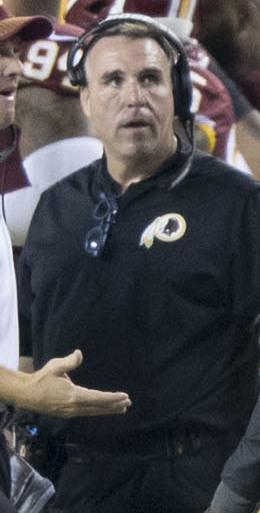
Jim Tomsula, nommé entraîneur principal pour la saison 2015.

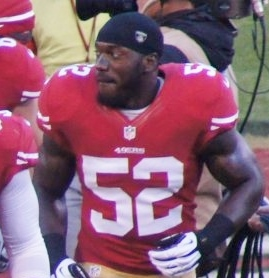
Intersaison difficile à San Francisco : le linebacker Patrick Willis annonce sa retraite à l'issue de la saison 2014. En quelques semaines, les Niners perdent aussi Chris Borland, Justin Smith, Anthony Davis et Aldon Smith.

Le coordinateur défensif des 49ers, Jim Tomsula (en), est promu entraîneur principal en janvier 2015 en remplacement de Jim Harbaugh. Le « Pennsylvanien » avait déjà assumé ce rôle par intérim en 2010. En parallèle de cette nomination, Geep Chryst devient coordinateur offensif et Eric Mangini coordinateur défensif. Au-delà du changement d'entraîneur, l'intersaison des Niners est marquée par plusieurs départs importants dans l'effectif. Le 10 mars 2015, le linebacker Patrick Willis annonce sa retraite à la suite de blessures à répétition. Une semaine plus tard, c'est Chris Borland, également linebacker, qui décide de prendre sa retraite par crainte des commotions cérébrales. Le 18 mai, c'est Justin Smith, autre joueur de la ligne défensive, qui annonce sa retraite. Le tackle offensif Anthony Davis fait de même au cours de l'été. La franchise enregistre un dernier départ d'importance, avec la mise à l'écart et la fin de contrat anticipée du defensive end Aldon Smith pour mauvais comportement à la suite d'une énième arrestation pour conduite en état d'ivresse.
Quelques joueurs viennent renforcer l'effectif, avec les arrivées du running back Reggie Bush, du wide receiver Torrey Smith et du defensive tackle Darnell Dockett.
Tomsula met en place de nouvelles méthodes d'entrainement et de vie sociale pour ses joueurs, incluant des pauses leur permettant de consulter leurs médias sociaux, des entraînements raccourcis et simplifiés, et davantage de jours de repos. Il s'ensuit une des pires saisons de l'histoire de la franchise avec un bilan de cinq victoires pour onze défaites et seulement 238 points inscrits. Le quarterback Colin Kaepernick termine la saison sur la liste des réservistes blessés, après avoir été écarté de l'équipe première pour mauvais rendement. La franchise est définitivement éliminée de la course aux séries éliminatoires dès la 14e semaine. Le 4 janvier 2016, Jim Tomsula est licencié.
Le 14 janvier, Chip Kelly, récemment licencié par les Eagles de Philadelphie après avoir notamment mené la franchise de Pennsylvanie aux séries éliminatoires en 2013, est engagé comme entraîneur principal par les 49ers. Pour son premier match joué à l'occasion d'un Monday Night Football., les « rouge et or » dominent les Rams de Los Angeles et gagnent sur le score de 28 à 0. Cependant, l'équipe ne confirme pas ce résultat et enregistre une série de 13 défaites consécutives. Un record pour la franchise. C'est le 24 décembre 2016 que cette série se termine, avec une victoire étriquée sur le score de 22 à 21 joué à nouveau contre les Rams de Los Angeles. Le 21 octobre 2016, un classement ESPN estime que les 49ers sont la pire franchise professionnelle d'Amérique du Nord.
La saison catastrophique des 49ers est également marquée par le début d'un mouvement de protestation contre le racisme et les violences policières envers les minorités aux États-Unis. Ce mouvement est initié par le quarterback des 49ers, Colin Kaepernick. En pleine élection présidentielle, le joueur devient un personnage clivant. Il est pris à partie par une partie de ses supporteurs et le président Donald Trump. À la fin de la saison 2016, Kaepernick devenir agent libre après avoir utilisé une option de contrat pour mettre fin à sa relation avec les 49ers.
La saison se termine par une défaite à domicile contre les Seahawks de Seattle le 1er janvier 2017. Avec un bilan largement négatif de 2 victoires pour 14 défaites, Chip Kelly est licencié, au même titre que le manager général Trent Baalke (en).

### L'ère Kyle Shanahan (depuis 2017)

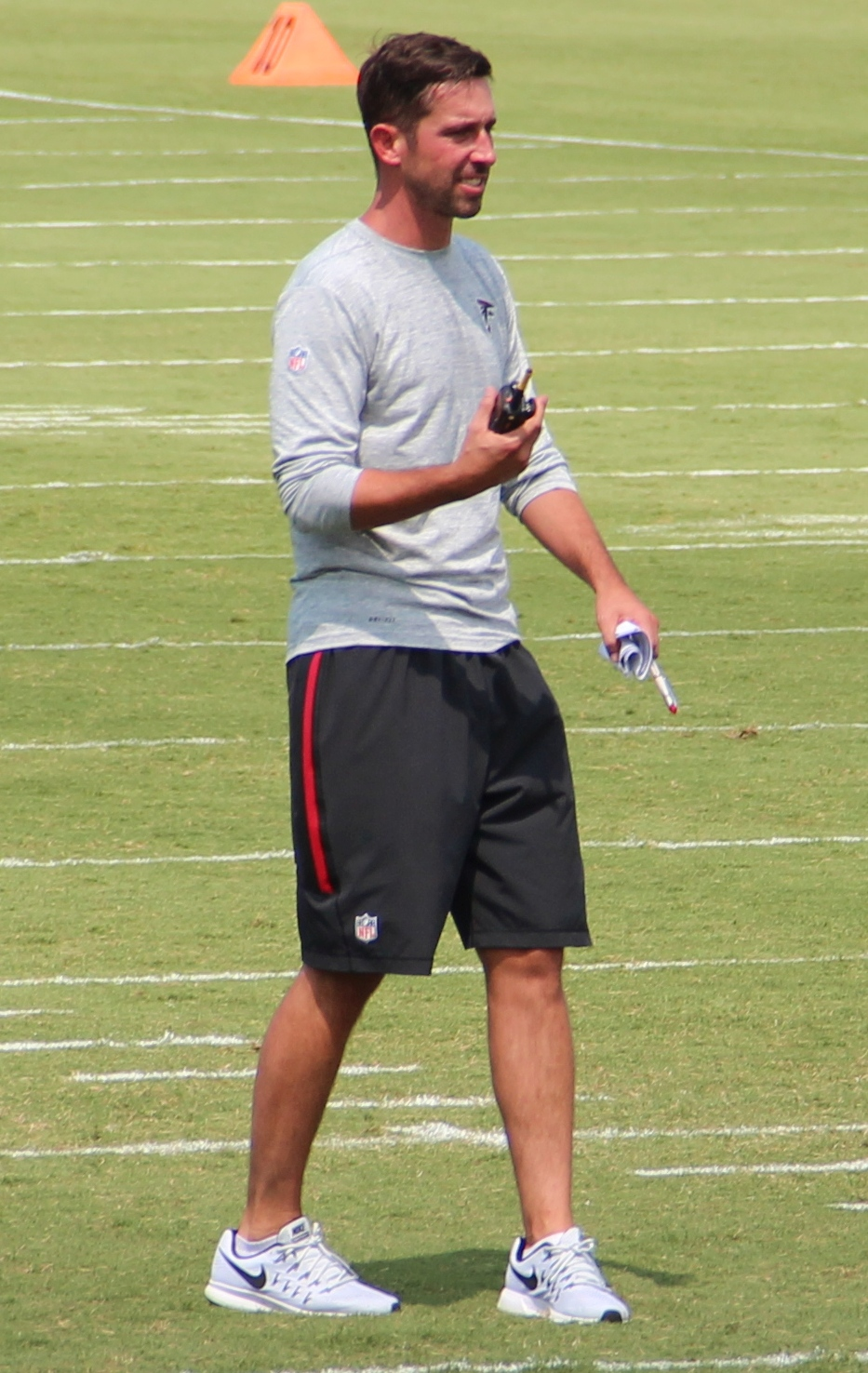
Kyle Shanahan devient en 2017 le nouvel entraîneur principal des 49ers. Son père, Mike Shanahan a remporté le Super Bowl en 1994 comme coordinateur offensif de la franchise californienne.

Après avoir engagé John Lynch comme manager général, les 49ers signent début 2017 Kyle Shanahan comme entraîneur principal. Ce dernier est le fils de Mike Shanahan, qui, outre ses deux victoires consécutives au Super Bowl en 1998 et 1999 comme entraîneur principal des Broncos de Denver, a remporté le Super Bowl en 1994 comme coordinateur offensif des 49ers. Avant de rejoindre la Californie, Kyle Shanahan était le coordinateur offensif des Falcons d'Atlanta qui avait perdu la saison précédente le Super Bowl LI joué à Houston face aux Patriots de l'entraîneur principal Bill Belichick. Il devient ainsi le 4e entraîneur des 49ers en 4 ans.

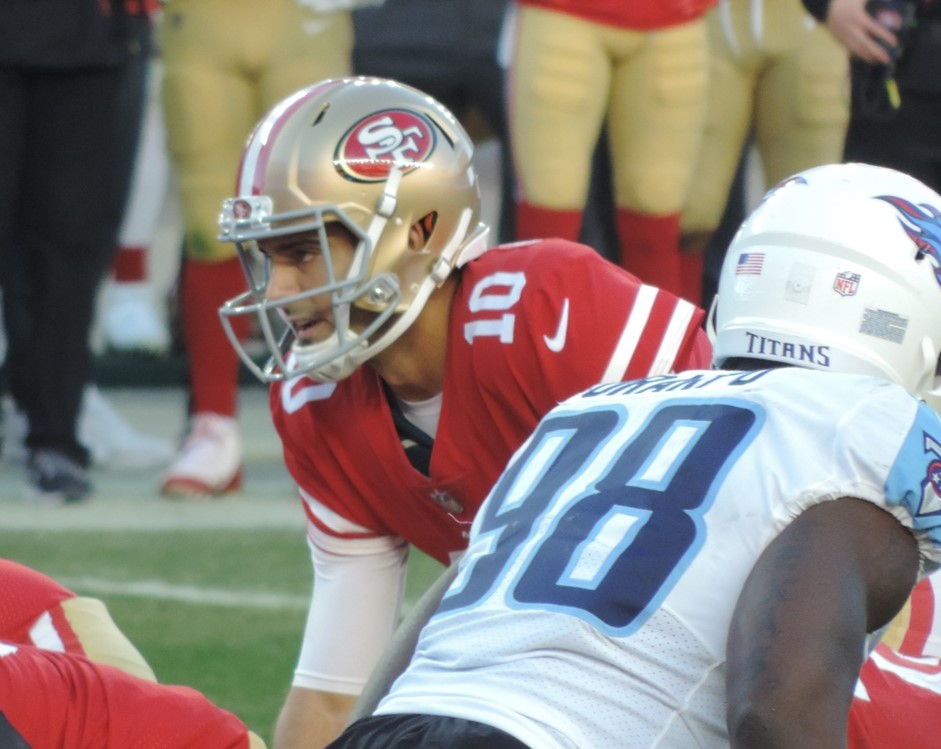
Jimmy Garoppolo, quarterback remplaçant des Patriots de la Nouvelle-Angleterre rejoint San Francisco pour la saison 2017.

La saison 2017 commence par neuf défaites consécutives. Pendant cette période, ils engagent Jimmy Garoppolo, quarterback remplaçant des Patriots de la Nouvelle-Angleterre. Après une victoire contre les Giants de New York et une défaite chez les Seahawks de Seattle, Garoppolo est désigné titulaire au poste de quarterback après la blessure du rookie C. J. Beathard. Les 49ers remportent les six prochains matchs avec lui et terminent la saison avec un bilan de six victoires pour dix défaites. Les 49ers signent avec Garoppolo une extension de contrat de cinq ans pour un montant de 137,5 millions de dollars faisant de lui le joueur NFL le mieux payé sur une base annuelle de l'histoire de la NFL. Lors du troisième match de la saison contre les Chiefs de Kansas City, Jimmy Garoppolo se déchire le ligament croisé antérieur ce qui met fin à sa saison 2018.
Les 49ers commencent la saison 2019 par huit victoires. Ils n'avaient plus réalisé meilleur début de saison depuis 1990, saison où ils avaient enchaîné dix victoires consécutives avant d'être battus en finale de conférence NFC par les Giants de New York (13 à 15). Lors de la 7e semaine, ils battent 9 à 0 les Redskins de Washington au FedEx Field. C'était la première fois que les 49ers gagnaient un match sans encaisser de point depuis le match joué contre les Rams de Los Angeles en première semaine de la saison 2016. En 8e semaine, les 49ers battent les Panthers de la Caroline 51 à 13. C'est la 12e fois de leur histoire que les Niners inscrivaient au moins 50 points lors d'un match de saison régulière. Leur série de victoires se termine en 10e semaine lorsqu'ils sont battus en prolongation par les Seahawks de Seattle. Par la suite, ils battent respectivement les Cardinals de l'Arizona, les Packers de Green Bay et les Saints de La Nouvelle-Orléans tandis qu'ils sont battus par les Falcons d'Atlanta et par un field goal à la dernière seconde du match contre les Ravens de Baltimore (bilan provisoire de 11 victoires pour 3 défaites). Ils battent ensuite les Rams de Los Angeles 34 à 31 éliminant leur adversaire du jour de la course aux séries éliminatoires.
Le 29 décembre 2019, après leur victoire 26 à 21 contre les Seahawks lors de la dernière journée de saison régulière, les 49ers remportent le titre de la division NFC Ouest et se classent premier des équipes de la NFC pour la première fois depuis la saison 1997. Ils vont dominer ensuite les Vikings du Minnesota (victoire 27 à 10) lors de leur premier match de série éliminatoire depuis la saison 2013. Cette victoire leur permet de jouer le 19 janvier 2020 à domicile la finale de conférence NFC contre les Packers de Green Bay qu'ils battent 37 à 20. Cette victoire leur permet de disputer un nouveau Super Bowl. Ils deviennent la première franchise NFL à se qualifier pour un Super Bowl après quatre saisons régulières avec un bilan négatif de dix défaites ou plus.
Pour la première fois dans l'histoire du Super Bowl, une des deux équipes compte une femme parmi ses entraineurs, Katie Sowers étant entraineuse adjointe de l'attaque des 49ers. Elle devient également le premier entraîneur ouvertement gay à y participer. Lors du Super Bowl LIV, les 49ers mènent au score 20 à 10 alors qu'il ne reste que sept minutes à jouer dans le 4e quart temps. Les Chiefs de Kansas City renversent cependant la situation et remportent le match 31 à 20, décrochant un second Super Bowl après celui de 1969.

## Numéros retirés
- 8 - Steve Young
- 12 - John Brodie*
- 16 - Joe Montana
- 34 - Joe Perry (en)
- 37 - Jimmy Johnson
- 39 - Hugh McElhenny (en)
- 42 - Ronnie Lott
- 70 - Charlie Krueger (en)
- 73 - Leo Nomellini (en)
- 79 - Bob St. Clair (en)
- 80 - Jerry Rice
- 87 - Dwight Clark

*  Cours de la saison 2006-2007, le quarterback nouvellement recruté, Trent Dilfer, portait le #12, alors qu'il avait été retiré jusque-là, à la mémoire du quarterback John Brodie. Ami de longue date de Brodie, Dilfer portait le #12 en hommage à cette ancienne gloire des 49ers.

## Bilan saison par saison
| Saison | Vic. | Déf. | Nuls | Classement                                                                        | Séries éliminatoires |
| ------ | ---- | ---- | ---- | --------------------------------------------------------------------------------- | --- |
| 1946   | 9    | 5    | 0    | 2e AAFC Western Division                                                          | -- |
| 1947   | 8    | 4    | 2    | 2e AAFC Western Division                                                          | -- |
| 1948   | 12   | 2    | 0    | 2e AAFC Western Division                                                          | -- |
| 1949   | 9    | 3    | 0    | 2e AAFC Western Division                                                          | Victoire lors du premier tour de la série éliminatoire (Yankees de New York) 17–7 Défaite en finale de championnat AAFC (Browns de Cleveland) 7-21                                          |
| 1950   | 3    | 9    | 0    | 5e NFL National Conference                                                        | -- |
| 1951   | 7    | 4    | 1    | 3e NFL National Conference                                                        | -- |
| 1952   | 7    | 5    | 0    | 3e NFL National Conference                                                        | -- |
| 1953   | 9    | 3    | 0    | 3e NFL Western Conference                                                         | -- |
| 1954   | 7    | 4    | 1    | 3e NFL Western Conference                                                         | -- |
| 1955   | 4    | 8    | 0    | 5e NFL Western Conference                                                         | -- |
| 1956   | 5    | 6    | 1    | 3e NFL Western Conference                                                         | -- |
| 1957   | 8    | 4    | 0    | 2e NFL Western Conference                                                         | Défaite en finale de la NFL Western Conference (Lions de Détroit) 27-31 |
| 1958   | 6    | 6    | 0    | 4e NFL Western Conference                                                         | -- |
| 1959   | 7    | 5    | 0    | 4e NFL Western Conference                                                         | -- |
| 1960   | 7    | 5    | 0    | 3e NFL Western Conference                                                         | -- |
| 1961   | 7    | 6    | 1    | 5e NFL Western Conference                                                         | -- |
| 1962   | 6    | 8    | 0    | 5e NFL Western Conference                                                         | -- |
| 1963   | 2    | 12   | 0    | 7e NFL Western Conference                                                         | -- |
| 1964   | 4    | 10   | 0    | 7e NFL Western Conference                                                         | -- |
| 1965   | 7    | 6    | 1    | 4e NFL Western Conference                                                         | -- |
| 1966   | 6    | 6    | 2    | 4e NFL Western Conference                                                         | -- |
| 1967   | 7    | 7    | 0    | 3e NFL WC Coastal Division                                                        | -- |
| 1968   | 7    | 6    | 1    | 3e NFL WC Coastal Division                                                        | -- |
| 1969   | 4    | 8    | 2    | 4e NFL WC Coastal Division                                                        | -- |
| 1970   | 10   | 3    | 1    | 1er NFC West                                                                      | Victoire en tour de Division (@ Vikings du Minnesota) 17–14 Défaite en finale de Conférence NFC (Cowboys de Dallas) 17-10                                                                   |
| 1971   | 9    | 5    | 0    | 1er NFC West                                                                      | Victoire en tour de Division (Redskins de Washington) 24–20 Défaite en finale de Conférence NFC (Cowboys de Dallas) 14-3                                                                    |
| 1972   | 8    | 5    | 1    | 1er NFC West                                                                      | Défaite en tour de Division (Cowboys de Dallas) 30-28 |
| 1973   | 5    | 9    | 0    | 3e NFC West                                                                       | -- |
| 1974   | 6    | 8    | 0    | 2e NFC West                                                                       | -- |
| 1975   | 5    | 9    | 0    | 2e NFC West                                                                       | -- |
| 1976   | 8    | 6    | 0    | 2e NFC West                                                                       | -- |
| 1977   | 5    | 9    | 0    | 3e NFC West                                                                       | -- |
| 1978   | 2    | 14   | 0    | 4e NFC West                                                                       | -- |
| 1979   | 2    | 14   | 0    | 4e NFC West                                                                       | -- |
| 1980   | 6    | 10   | 0    | 3e NFC West                                                                       | -- |
| 1981   | 13   | 3    | 0    | 1er NFC West                                                                      | Victoire en tour de Division (Giants de New York) 38–24 Victoire en finale de Conférence NFC (Cowboys de Dallas) 28–27 Victoire au Super Bowl XVI (Bengals de Cincinnati) 26-21             |
| 1982   | 3    | 6    | 0    | 11e Conférence NFC                                                                | -- |
| 1983   | 10   | 6    | 0    | 1er NFC West                                                                      | Victoire en tour de Division (Lions de Détroit) 24–23 Défaite en finale de Conférence NFC (Redskins de Washington) 24-21                                                                    |
| 1984   | 15   | 1    | 0    | 1er NFC West                                                                      | Victoire en tour de Division (Giants de New York) 21–10 Victoire en finale de Conférence NFC (Bears de Chicago) 23–0 Victoire au Super Bowl XIX (Dolphins de Miami) 38-16                   |
| 1985   | 10   | 6    | 0    | 2e NFC West                                                                       | Défaite en tour de Wild Card (Giants de New York) 17-3 |
| 1986   | 10   | 5    | 1    | 1er NFC West                                                                      | Défaite en tour de Division (Giants de New York) 49-3 |
| 1987   | 13   | 2    | 0    | 1er NFC West                                                                      | Défaite en tour de Division (Vikings du Minnesota) 36-24 |
| 1988   | 10   | 6    | 0    | 1er NFC West                                                                      | Victoire en tour de Division (Vikings du Minnesota) 34–9 Victoire en finale de Conférence NFC (@ Bears de Chicago) 28–3 Victoire au Super Bowl XXIII (Bengals de Cincinnati) 20-16          |
| 1989   | 14   | 2    | 0    | 1er NFC West                                                                      | Victoire en tour de Division (Vikings du Minnesota) 41–13 Victoire en finale de Conférence NFC (Rams de Los Angeles) 30–3 Victoire au Super Bowl XXIV (Broncos de Denver) 55-10             |
| 1990   | 14   | 2    | 0    | 1er NFC West                                                                      | Victoire en tour de Division (Redskins de Washington) 28–10 Défaite en finale de Conférence NFC (Giants de New York) 15-13                                                                  |
| 1991   | 10   | 6    | 0    | 3e NFC West                                                                       | -- |
| 1992   | 14   | 2    | 0    | 1er NFC West                                                                      | Victoire en tour de Division (Redskins de Washington) 20–13 Défaite en finale de Conférence NFC (Cowboys de Dallas) 30-20                                                                   |
| 1993   | 10   | 6    | 0    | 1er NFC West                                                                      | Victoire en tour de Division (Giants de New York) 44–3 Défaite en finale de Conférence NFC (Cowboys de Dallas) 38-21                                                                        |
| 1994   | 13   | 3    | 0    | 1er NFC West                                                                      | Victoire en tour de Division (Bears de Chicago) 44–15 Victoire en finale de Conférence NFC (Cowboys de Dallas) 38–28 Victoire au Super Bowl XXIX (Chargers de San Diego) 49-26              |
| 1995   | 11   | 5    | 0    | 1er NFC West                                                                      | Défaite en tour de Division (Packers de Green Bay) 27-17 |
| 1996   | 12   | 4    | 0    | 2e NFC West                                                                       | Victoire en tour de Wild Card (Eagles de Philadelphie) 14–0 Défaite en séries éliminatoires (division) (Packers de Green Bay) 35-14                                                         |
| 1997   | 13   | 3    | 0    | 1er NFC West                                                                      | Victoire en tour de Division (Vikings du Minnesota) 38–22 Défaite en finale de Conférence NFC (Packers de Green Bay) 23-10                                                                  |
| 1998   | 12   | 4    | 0    | 2e NFC West                                                                       | Victoire en tour de Wild Card (Packers de Green Bay) 30–27 Défaite en tour de Division (Falcons d'Atlanta) 20-18                                                                            |
| 1999   | 4    | 12   | 0    | 4e NFC West                                                                       | -- |
| 2000   | 6    | 10   | 0    | 4e NFC West                                                                       | -- |
| 2001   | 12   | 4    | 0    | 2e NFC West                                                                       | Défaite en tour de Wild Card (Packers de Green Bay) 25-15 |
| 2002   | 10   | 6    | 0    | 1er NFC West                                                                      | Victoire en tour de Wild Card (Giants de New York) 39–38 Défaite en tour de Division (Buccaneers de Tampa Bay) 31-6                                                                         |
| 2003   | 7    | 9    | 0    | 3e NFC West                                                                       | -- |
| 2004   | 2    | 14   | 0    | 4e NFC West                                                                       | -- |
| 2005   | 4    | 12   | 0    | 4e NFC West                                                                       | -- |
| 2006   | 7    | 9    | 0    | 3e NFC West                                                                       | -- |
| 2007   | 5    | 11   | 0    | 3e NFC West                                                                       | -- |
| 2008   | 7    | 9    | 0    | 2e NFC West                                                                       | -- |
| 2009   | 8    | 8    | 0    | 2e NFC West                                                                       | -- |
| 2010   | 6    | 10   | 0    | 3e NFC West                                                                       | -- |
| 2011   | 13   | 3    | 0    | 1er NFC West                                                                      | Victoire en tour de Division (Saints de La Nouvelle-Orléans) 36–32 Défaite en finale de Conférence NFC (Giants de New York) 20-17 ET                                                        |
| 2012   | 11   | 4    | 1    | 1er NFC West                                                                      | Victoire en tour de Division (Packers de Green Bay) 45–31 Victoire en finale de Conférence NFC (@ Falcons d'Atlanta) 28–24 Défaite au Super Bowl XLVII (Ravens de Baltimore) 34-31          |
| 2013   | 12   | 4    | 0    | 2e NFC West                                                                       | Victoire en tour de Wild Card (@ Packers de Green Bay) 23–20 Victoire en tour de Division (@ Panthers de la Caroline) 23–10 Défaite en finale de Conférence NFC (Seahawks de Seattle) 23-17 |
| 2014   | 8    | 8    | 0    | 3e NFC West                                                                       | -- |
| 2015   | 5    | 11   | 0    | 4e NFC West                                                                       | -- |
| 2016   | 2    | 14   | 0    | 4e NFC West                                                                       | -- |
| 2017   | 6    | 10   | 0    | 4e NFC West                                                                       | -- |
| 2018   | 4    | 12   | 0    | 3e NFC West                                                                       | -- |
| 2019   | 13   | 3    | 0    | 1er NFC West                                                                      | Victoire en tour de Division (Vikings du Minnesota) 27-10 Victoire en finale de Conférence NFC (Packers de Green Bay) 37-20 Défaite au Super Bowl LIV (Chiefs de Kansas City) 20-31         |
| 2020   | 6    | 10   | 0    | 4e NFC West                                                                       | -- |
| 2021   | 10   | 7    | 0    | 3e NFC West                                                                       | Victoire en tour de Wild Card (@ Cowboys de Dallas) 23–17 Victoire en tour de Division (@ Packers de Green Bay) 13–10 Défaite en finale de Conférence NFC (@ Rams de Los Angeles) 17-20     |
| 2022   | 13   | 4    | 0    | 1er NFC West                                                                      | Victoire en tour de Wild Card (Seahawks de Seattle) 41–23 Victoire en tour de Division (Cowboys de Dallas) 19–12 Défaite en finale de Conférence NFC (@ Eagles de Philadelphie) 7–31        |
| 2023   | 12   | 5    | 0    | 1er NFC West                                                                      | Victoire en tour de Division (Packers de Green Bay) 24-21 Victoire en finale de conférence NFC (Lions de Détroit) 34-31 Défaite au Super Bowl LVIII (Chiefs de Kansas City) 22-25           |
| 2024   | 6    | 11   | 0    | 4e NFC West                                                                       | -- |
| Totaux | 630  | 526  | 16   | Saison régulière (22 titres de division)                                          | Saison régulière (22 titres de division) |
| Totaux | 39   | 25   | -    | Séries éliminatoires                                                              | Séries éliminatoires |
| Totaux | 669  | 551  | 16   | Saison régulière + séries éliminatoires (8 titres de conférence et 5 Super Bowls) | Saison régulière + séries éliminatoires (8 titres de conférence et 5 Super Bowls) |